# Châu Phi Hạ Sahara

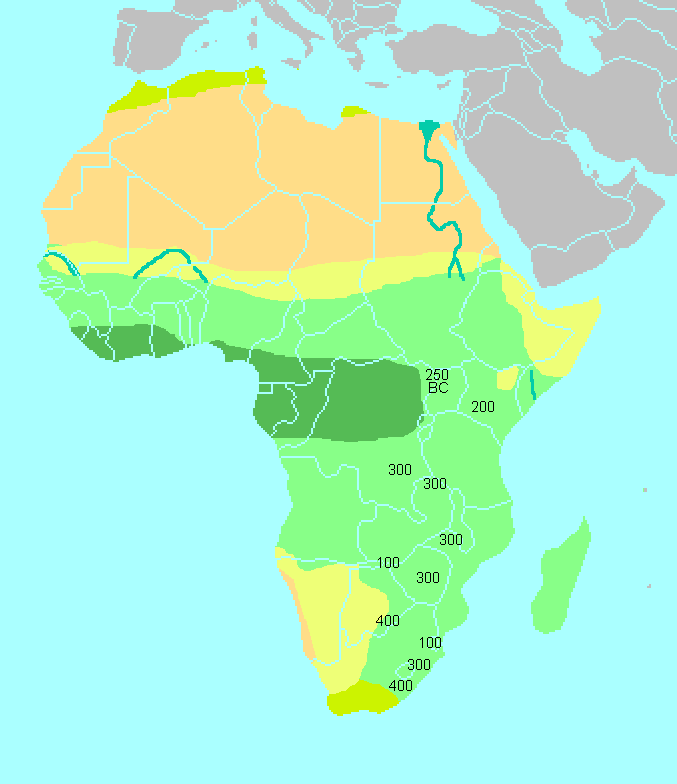
Bản đồ khí hậu đơn giản hoá của châu Phi: Hạ Saharan gồm vùng Sahel và Sừng châu Phi khô cằn ở phía bắc (màu vàng), các savanna nhiệt đới (lục sáng) và các rừng mưa nhiệt đới (lục sẫm) của Châu Phi xích đạo, và Lòng chảo Kalahari khô cằn (màu vàng) và bờ biển "Địa Trung Hải" phía nam (olive) của Miền nam châu Phi. Những con số được thể hiện tương ứng với những niên đại của những đồ tạo tác sắt gắn liền với sự mở rộng Bantu.

Hạ Sahara là một thuật ngữ địa lý được dùng để miêu tả một vùng của lục địa Châu Phi nằm phía nam Sahara, hay các quốc gia châu Phi nằm hoàn toàn hay một phần ở phía nam Sahara. Nó đối nghịch với Bắc Phi, vốn được coi là một phần của Thế giới Ả Rập.
Sahel là vùng chuyển tiến giữa Sahara và savanna nhiệt đới (vùng Sudan) và các forest-savanna mosaic ở phía nam. Sừng châu Phi và các vùng rộng lớn của Sudan về mặt địa lý là một phần của châu Phi Hạ Sahara, nhưng thực tế lại bị ảnh hưởng mạnh từ Trung Đông và cũng là một phần của thế giới Ả Rập.
Vùng Hạ Sahara cũng được gọi là Châu Phi da đen, vì những người dân "da đen" sống ở đó. Các nhà bình luận đáng chú ý người Ả Rập thời Trung Cổ cũng dùng một thuật ngữ tương tự, bilâd as-sûdân dịch nghĩa là "vùng đất của những người da đen" tương phản với dân cư của thế giới Hồi giáo cổ đại.

## Địa lý
Châu Phi Hạ Sahara có diện tích 24.3 triệu km².
Từ khoảng 5,400 năm trước, các vùng Sahara và Hạ Sahara của châu Phi đã bị chia tách bởi khí hậu rất khắc nghiệt và bởi dân cư thưa thớt của Sahara, hình thành nên một biên giới rõ nét chỉ bị cách quãng bởi Sông Nile tại Sudan, dù sông Nile cũng bị chia cách bởi các thác nước của nó. Lý thuyết Bơm Sahara giải thích tại sao thực vật và động vật (gồm cả loài người) rời bỏ Châu Phi tiến vào Trung Đông và qua nó tới Châu Âu và Châu Á. Các giai đoạn mưa của châu Phi gắn liền với một chu kỳ "Sahara ẩm" với sự tồn tại của các hồ lớn và nhiều con sông.

### Các vùng khí hậu và sinh thái

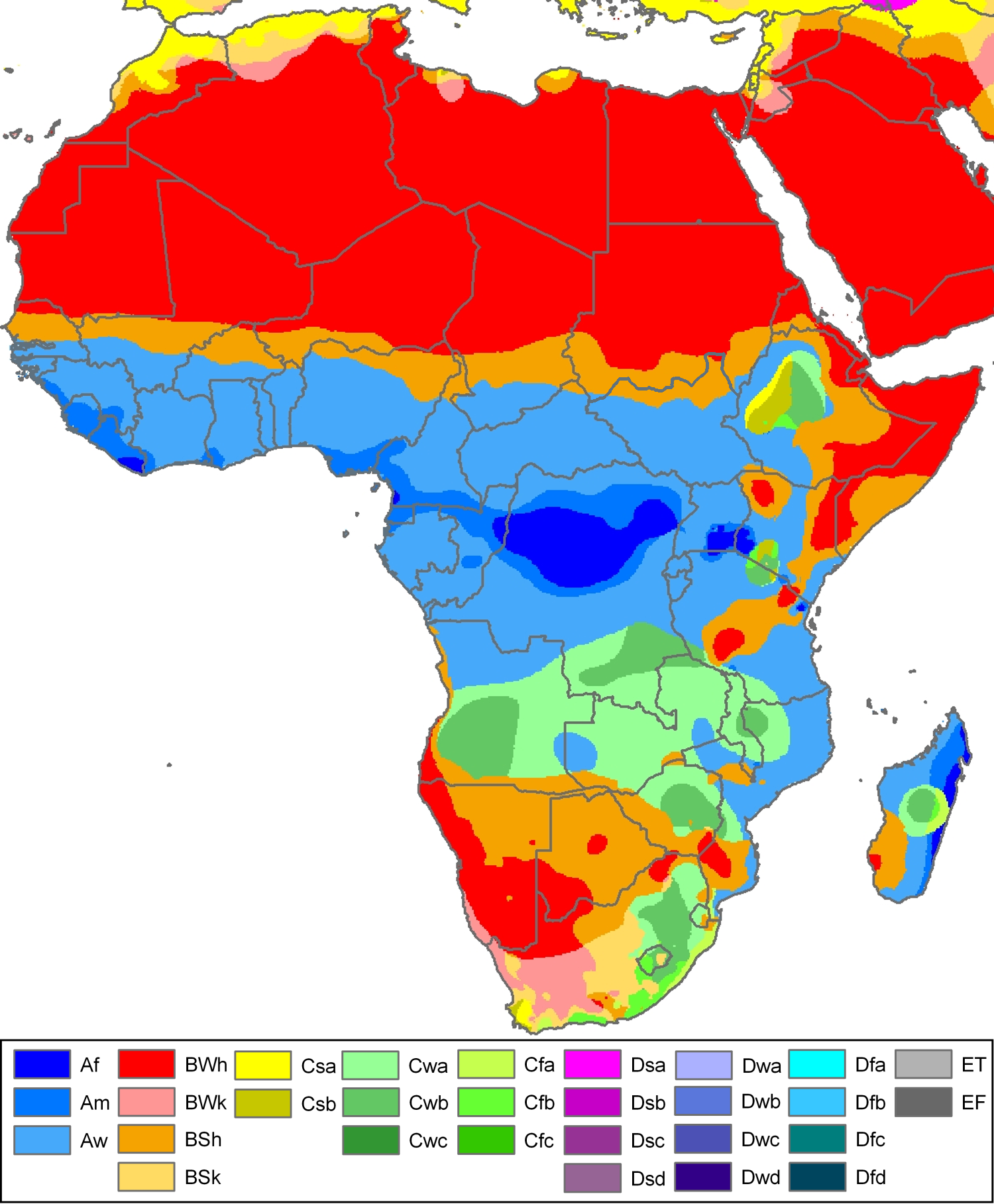
Các vùng khí hậu của châu Phi, thể hiện sự tách biệt sinh thái giữa khí hậu sa mạc của Sahara và vùng Sừng châu Phi (đỏ), Vùng Sahel bán khô cằn (da cam) và khí hậu nhiệt đới của Trung và Tây Phi (lam, hay xanh dương). Miền nam châu Phi có khu vực chuyển tiếp sang bán nhiệt đới hay khí hậu ôn hoà (xanh lục), và các vùng xa mạc hay bán khô cằn khác, tập trung ở Namibia và Botswana.

Châu Phi Hạ Sahara có rất nhiều vùng khí hậu hay quần xã sinh vật. Nam Phi và Cộng hoà Dân chủ Congo đặc biệt được coi là các quốc gia cực phong phú về sinh vật.
- Vùng Sahel cắt ngang toàn bộ châu Phi ở vĩ độ khoảng 10° tới 15° Bắc. Cắc quốc gia có một phần sa mạc Sahara ở lãnh thổ phía bắc của họ và một phần Sahel ở phía nam gồm Mali, Niger, Tchad và Sudan.
- Phía nam Sahel, có một vành đai savanna, (Guinean forest-savanna mosaic, Northern Congolian forest-savanna mosaic) mở rộng và bao gồm hầu hết miền Nam Sudan và Ethiopia ở phía đông (Savanna đông Sudan).
- Vùng Sừng châu Phi gồm các khu vực bán sa mạc khô cằn dọc bờ biển, tương phản với savanna và các rừng cây lá rộng ẩm bên trong nội địa Ethiopia.
- Rừng mưa nhiệt đới châu Phi trải dài dọc bờ biển phía nam Tây Phi và xuất hiện hầu như trên toàn bộ Trung Phi (Congo) phía tây Hồ Lớn châu Phi
- Vùng rừng Đông Miombo là một vùng sinh thái của Tanzania, Malawi, và Mozambique.
- Hệ sinh thái Serengeti nằm ở tây bắc Tanzania và trải dài tới phía tây nam Kenya.
- Lòng chảo Kalahari gồm Sa mạc Kalahari bao quanh bởi một vành đai bán sa mạc
- Bushveld là một vùng sinh thái savanna nhiệt đới của miền Nam châu Phi.
- Karoo là một bán sa mạc ở phía tây Nam Phi.

## Lịch sử

### Tiền sử
Vùng Đường nứt Đông Phi là nơi được cho là nguồn gốc loài người. Người tinh khôn đã xuất hiện khoảng 250.000 năm trước, và bắt đầu di cư khắp châu Phi, tới Nam Phi (L1) và Tây Phi (L2), trước khi di cư ra khỏi châu Phi khoảng 70.000 năm trước (L3).
Cuộc mở rộng Bantu là một cuộc di cư lớn bắt nguồn từ Tây Phi khoảng 2500 trước Công Nguyên, tới Đông và Trung Phi ở năm 1000 trước Công Nguyên và Nam Phi ở những thế kỷ đầu tiên của Công Nguyên.
Sau khi Sahara trở thành một sa mạc, nó không phải là một barrier ngăn cách hoàn toàn với các du khách giữa Bắc và Nam bởi con người đã biết từ sử dụng dè xẻn cho tới việc mang theo nước, lương thực và đồ hậu cần cho việc băng qua sa mạc. Trước khi lạc đà được xuất hiện, việc dùng bò để vượt sa mạc là điều thường thấy, và các con đường thương mại dọc theo các ốc đảo đã kéo dài qua sa mạc. Mọi người cho rằng lạc đà lần đầu tiên được đưa tới Ai Cập sau thời Đế chế Ba Tư chinh phục Ai Cập năm 525 trước Công Nguyên, dù các đàn gia súc lớn vẫn chưa phải là điều thường thấy ở Bắc Phi đủ để tạo nên một con đường thương mại xuyên Sahara cho tới thế kỷ thứ VIII của Công Nguyên.

### Đông Phi

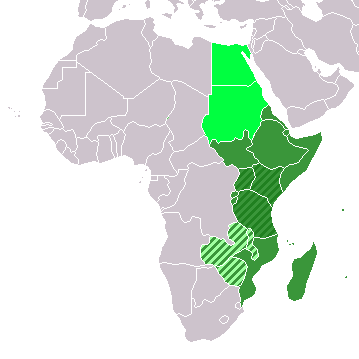
Eastern Africa (UN subregion)
East African Community
Central African Federation (defunct)
Geographic East Africa, including the UN subregion and East African Community

Sự phân bố của hệ ngôn ngữ Nilo-Sahara là bằng chứng của một sự liên hệ chắc chắn của trung Sahara, Sahel và Đông Phi từ những thời tiền sử. Nubia cổ có lẽ đã hoạt động như một cây cầu kết nối Ai Cập cổ đại với châu Phi Hạ Sahara, dựa trên những dấu vết của dòng chảy gene từ nam lên bắc thời tiền sử. Kush, Nubia ở giai đoạn hùng mạnh nhất của mình được coi là nền văn minh đô thị cổ nhất của châu Phi Hạ Sahara. Nubia là một nguồn cung cấp vàng lớn cho thế giới cổ đại. Vì thế, ngôn ngữ Nubia cổ chính nó là một thành viên của hệ Nilo-Sahara. Tiếng Nubia cổ (có thể cho rằng bên cạnh Meroitic) thể hiện ngôn ngữ châu Phi cổ nhất được chứng nhận bên ngoài nhóm Afro-Asiatic.
Đế chế Axumite trải dài từ phía nam Sahara và Sahel dọc theo bờ biển phía tây của Hồng Hải. Nằm ở phía bắc Ethiopia và Eritrea, Aksum liên quan sâu vào mạng lưới thương mại giữa Ấn Độ và Địa Trung Hải. Xuất hiện từ khoảng thế kỷ thứ IV trước Công Nguyên, nó phát triển hùng mạnh ở thế kỷ thứ nhất của Công Nguyên. Kế tục nó là triều đại Zagwe ở thế kỷ thứ X.
Nhiều phần phía tây bắc Somalia nằm dưới sự kiểm soát của Đế chế Ethiopia ở thế kỷ thứ XIV, cho tới năm 1527 một cuộc nổi dậy của Imam Ahmad ibn Ibrihim al-Ghazi đã dẫn tới cuộc xâm lược Ethiopia. Triều đại Ajuran đã cai trị nhiều vùng của Đông Phi từ thế kỷ XVI đến thế kỷ XX.
Sự gần gũi của Kenya với Bán đảo Ả Rập đã tạo điều kiện cho quá trình thực dân hoá, và những khu vực định cư Ả Rập và Ba Tư đã xuất hiện dọc theo bờ biển ở thế kỷ thứ VIII. Trong thiên niên kỷ đầu tiên của Công Nguyên, những bộ tộc nói các ngôn ngữ Nilotic vàBantu đã di chuyển vào trong vùng, và người Bantu hiện đã chiếm ba phần tư dân số Kenya. Ở những thế kỷ trước quá trình thực dân hoá, bờ biển Swahili của Kenya là một phần của vùng Đông Phi có quan hệ thương mại với thế giới Ả Rập và Ấn Độ đặc biệt là buôn bán ngà voi và nô lệ. Swahili, một ngôn ngữ Bantu có nhiều từ mượn của tiếng Ả Rập, Ba Tư và các ngôn ngữ Trung Đông và Nam Á khác, đã phát triển như một ngôn ngữ chung cho thương mại giữa các tộc người khác nhau.
Năm 1498, Vasco da Gama trở thành người Châu Âu đầu tiên tới bờ biển Đông Phi, và tới năm 1525 người Bồ Đào Nha đã chinh phục toàn bộ bờ biển. Sự cai trị của Bồ Đào Nha kéo dài tới tận đầu thế kỷ XVIII, khi người Ả Rập từ Oman đã thiết lập được cơ sở chắc chắn trong vùng. Với sự hỗ trợ của người Ả Rập Oman, các cư dân bản xứ dọc bờ biển đã thành công trong việc đánh đuổi người Bồ Đào Nha khỏi vùng phía bắc Sông Ruvuma hồi đầu thế kỷ XVIII.

### Tây Phi

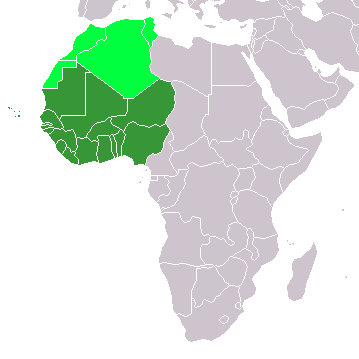
Western Africa (UN subregion)
Maghreb

Văn hoá Nok được biết đến từ một kiểu hình trang trí đất nung được tìm thấy ở Nigeria, có niên đại trong khoảng năm 500 trước Công Nguyên tới năm 200 của Công Nguyên. Có một số vương quốc thời trung cổ ở phía nam Sahara và Sahel, dựa trên con đường thương mại xuyên Sahara, gồm Đế chế Ghana và Đế chế Mali, Đế chế Songhai, Đế chế Kanem và sau đó là Đế chế Bornu. Đế chế Benin là một nhà nước tiền thuộc địa của Nigeria (1440–1897).
Các vương quốc Ifẹ và Oyo ở khối phía tây Nigeria trở nên hùng mạnh trong khoảng năm 700–900 và 1400. Một vương quốc mạnh khác ở phía tây nam Nigeria là Vương quốc Benin, thời kỳ hùng mạnh của họ kéo dài từ thế kỷ XV đến thế kỷ XIX. Tầm ảnh hưởng của chúng đạt tới tận thành phố Eko nổi tiếng và thành phố này đã được các thương nhân Bồ Đào Nha và những người châu Âu định cư đầu tiên đặt tên là Lagos. Ở thế kỷ XVIII, Oyo và liên minh Aro là đầu mối của hầu hết nô lệ được xuất khẩu từ Nigeria.
Sau những cuộc chiến tranh Napoleon, người Anh đã mở rộng thương mại với phần nội địa Nigeria. Năm 1885, người Anh tuyên bố vùng Tây Phi thuộc ảnh hưởng của họ và nhận được sự công nhận quốc tế vào năm sau đó Công ty Hoàng gia Niger được hưởng đặc quyền dưới sự lãnh đạo của Ngài George Taubman Goldie. Năm 1900 lãnh thổ của công ty thuộc quyền kiểm soát của Chính phủ Anh, và nước Anh sẽ củng cố quyền cai quản của mình trên một vùng lãnh thổ sẽ trở thành nước Nigeria hiện đại. Ngày 1 tháng 1 năm 1901 Nigeria trở thành một nhà nước bảo hộ thuộc Anh Quốc, một phần của Đế chế Anh, cường quốc mạnh nhất thế giới thời kỳ đó.

### Trung Phi

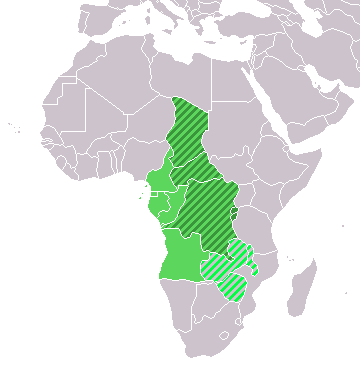
Central Africa
Middle Africa (UN subregion)
Central African Federation (defunct)

Cuộc mở rộng Bantu có những bộ phận trung tâm đầu tiên ở Tây Phi, được phân chia thành nhóm Tây và Đông Bantu ở khoảng năm 1500 trước Công Nguyên. Nhóm Đông có trung tâm tại Urewe, ở nửa đầu thiên niên kỷ thứ nhất trước Công Nguyên. Một loạt các cuộc mở rộng về phía nam sau đó, thành lập nên một hạt nhân của Congo ở cuối thiên niên kỷ thứ nhất trước Công Nguyên. Trong một động thái cuối cùng, cuộc mở rộng Bantu đạt tới miền nam châu Phi ở thiên niên kỷ thứ nhất của Công Nguyên.

### Miền Nam châu Phi
Những khu định cư đầu tiên của những người nói tiếng Bantu, là những người chăn nuôi và trồng trọt thời đồ sắt, đã hiện diện ở phía nam Sông Limpopo ở thế kỷ thứ IV hay thứ V (xem Mở rộng Bantu) thay thế và hấp thu những bộ tộc nói tiếng Khoi-San nguyên thủy. Cuộc di cư chậm chạp về phía nam và những dụng cụ đồ sắt đầu tiên ở Tỉnh KwaZulu-Natal hiện nay được cho là có niên đại khoảng năm 1050. Nhóm ở xa nhất phía nam là người Xhosa, ngôn ngữ của họ có pha trộn một số nét ngôn ngữ của người Khoi-San trước đó, đạt tới Fish River, ở Tỉnh Eastern Cape ngày nay.
Monomotapa là một vương quốc trung cổ (khoảng 1250–1629) thường trải dài giữa các con sông Zambezi và Limpopo ở miền Nam châu Phi tại các quốc gia Zimbabwe và Mozambique hiện này. Vương quốc này nổi tiếng về các tàn tích của thủ đô cũ của họ tại Great Zimbabwe.
Năm 1487, Bartolomeu Dias trở thành người châu Âu đầu tiên đi tới mũi cực nam châu Phi. Năm 1652, một trạm tiếp tế được thành lập ở Mũi Hảo Vọng bởi Jan van Riebeeck thay mặt cho Công ty Đông Ấn Hà Lan. Trong hầu hết thế kỷ XVII và XVIII, các khu định cư thuộc Hà Lan dần mở rộng.
Anh Quốc đã chiếm vùng Mũi Hảo Vọng năm 1795, bề ngoài là để ngăn nó rơi vào tay người Pháp nhưng cũng là để tìm cách sử dụng Cape Town như một điểm dừng trên con đường tới Australia và Ấn Độ. Sau này Anh trao trả lại nó cho Hà Lan năm 1803, nhưng ngay sau đó Công ty Đông Ấn Hà Lan đã tuyên bố phá sản, và người Anh sáp nhập Cape Colony năm 1806.
Vương quốc Zulu (1817–79) là một nhà nước bộ tộc ở phía nam châu Phi ở nơi hiện là Kwa-Zulu ở phía đông nam Nam Phi. Vương quốc nhỏ này trở nên nổi tiếng thế giới sau cuộc Chiến tranh Anh-Zulu.

## Nhân khẩu và Kinh tế
Châu Phi Hạ Sahara là vùng nghèo nhất thế giới, nó phải nhiều chịu ảnh hưởng từ sự quản lý kinh tế yếu kém, tình trạng tham nhũng và những cuộc xung đột sắc tộc. Hầu hết các quốc gia ở đây là những nước kém phát triển của thế giới (Xem Kinh tế châu Phi.) Các quốc gia châu Phi Hạ Sahara hình thành nên các quốc gia ACP. Bệnh sốt rét là căn bệnh kinh niên ảnh hưởng tới sự phát triển kinh tế. Bệnh dịch này phát triển chậm với tốc độ 1.3% mỗi năm trong thời gian qua vì sự ốm yếu và chi các chi phí chữa trị khiến nó không thể bị ngăn chặn. Theo Ngân hàng Thế giới, GDP của vùng đáng ra đã tăng 32% năm 2003 nếu bệnh dịch bị tiêu diệt năm 1960.
Dân số của châu Phi Hạ Sahara là 800 triệu người năm 2007. Tỷ lệ tăng hiện tại là 2.3%. Liên hiệp quốc dự báo dân số vùng này sẽ là gần 1.5 tỷ người năm 2050.
Các quốc gia châu Phi Hạ Sahara nằm đầu bảng trong danh sách các quốc gia và vùng lãnh thổ theo tỷ suất sinh với 40 trong 50 quốc gia đứng đầu, tất cả đều có TFR lớn hơn 4 năm 2008. Tất cả các quốc gia đều ở trên mức trung bình của thế giới ngoại trừ Nam Phi. Các con số về tuổi thọ, suy dinh dưỡng, tỷ lệ tử vong trẻ sơ sinh và HIV/AIDS đều ở mức báo động. Hơn 40% dân số tại các quốc gia châu Phi Hạ Sahara trẻ hơn 15 tuổi, như tại Sudan ngoại trừ Nam Phi.
Châu Phi Hạ Sahara có tỷ lệ tử vong trẻ em rất cao. Trong năm 2002, một trong sáu trẻ em (17%) chết trước khi lên 5, tới năm 2007 tỷ lệ này đã giảm xuống 16%, ở mức một trên bảy (15%). Nguyên nhân tử vong hàng đầu là sốt rét.

Nhiễm HIV là tình trạng chung trên khắp châu Phi Hạ Sahara (khoảng 7%, so với 1% trên thế giới), lên tới trên 30% ở Botswana, Zimbabwe và Eswatini.
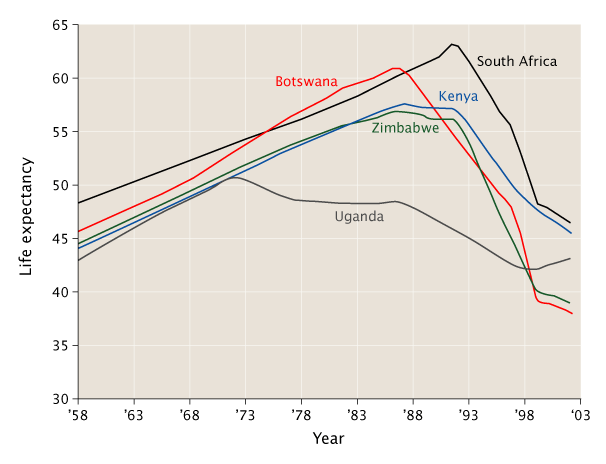
Tuổi thọ đã giảm mạnh tại miền Nam châu Phi từ thập niên vì nguyên nhân HIV.
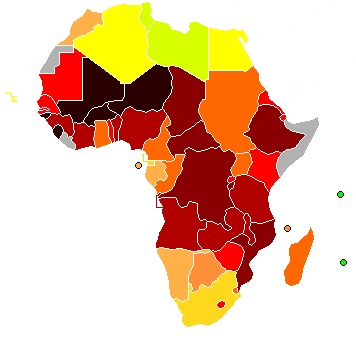
Bản đồ châu Phi thể hiện Chỉ số Phát triển Con người (2004). Tất cả 22 quốc gia đều xếp hạng dưới 0.5 trong báo cáo năm 2005 đều là các nước châu Phi Hạ Sahara. Chỉ số cao nhất thuộc về Gabon ở mức 0.677.

### Y tế
Năm 1987, Bamako là địa điểm tổ chức một hội nghị của WHO được gọi là Sáng kiến Bamako giúp tái lập chính sách y tế cho châu Phi Hạ Sahara. Chính sách mới làm gia tăng mạnh khả năng tiếp cận dịch vụ y tế thông qua cải cách y tế dựa trên cộng đồng, mang lại các dịch vụ hiệu quả và hợp lý hơn. Một chiến lược tiếp cận toàn diện đã được mở rộng cho mọi khu vực trong lĩnh vực y tế, với sự cải thiện sau đó của các chỉ số chăm sóc sức khoẻ và sự cải thiện hiệu quả chăm sóc y tế và giá thành chữa trị.
Tới tháng 10 năm 2006 nhiều chính phủ phải đối mặt với những khó khăn trong việc áp dụng các chính sách với mục tiêu giảm nhẹ các hậu quả của dịch bệnh AIDS vì thiếu sự hỗ trợ kỹ thuật dù một số biện pháp đã được đưa ra.

### Các nhóm ngôn ngữ và sắc tộc

Về ngôn ngữ, châu Phi Hạ Sahara chủ yếu thuộc hệ Niger-Congo (sự phân bố được thể hiện bởi màu vàng), với một số nhóm ngôn ngữ Khoi-San nhỏ ở miền Nam châu Phi, Nilo-Sahara ở Trung và Đông Phi, và Afro-Asiatic ở vùng Sừng châu Phi

Những người nói các ngôn ngữ Bantu (một phần của hệ Niger-Congo) chiếm đa số ở vùng nam, trung và đông Phi. Nhưng cũng có nhiều nhóm Nilotic ở Đông Phi, và một số thổ dân Khoisan ('San' hay 'Bushmen') và người Pygmy ở miền nam và trung Phi. Người châu Phi nói tiếng Bantu cũng chiếm đa số ở Gabon và Guinea xích đạo, và xuất hiện ở một số vùng phía nam Cameroon và nam Somalia. Tại Sa mạc Kalahari ở miền Nam châu Phi, một bộ tộc riêng biệt được gọi là Bushmen (cũng gọi là "San", có mối liên hệ gần, nhưng khác biệt với người "Hottentots") đã có mặt từ lâu. Người San về thể chất khác biệt với những sắc tộc châu Phi khác và là người thổ dân của miền Nam châu Phi. Người Pigmy là người thổ dân tiền Bantu tại Trung Phi.
Nam Phi là nước có số dân da trắng, người Ấn Độ và người da màu đông nhất ở châu Phi. Thuật ngữ người da màu được dùng để miêu tả những người lai ở Nam Phi và Namibia. Những hậu duệ của người Châu Âu ở Nam Phi gồm Afrikaner và một số khá đông người Anglo-Africans và Portuguese Africans. Dân số Madagascar chủ yếu là người lai Austronesia (Pacific Islander) và Người Phi. Khu vực phía nam Sudan là nơi sinh sống của người Nilotic.
Danh sách các ngôn ngữ chính của châu Phi Hạ Sahara theo vùng, hệ và tổng số người sử dụng như ngôn ngữ mẹ đẻ theo triệu người:

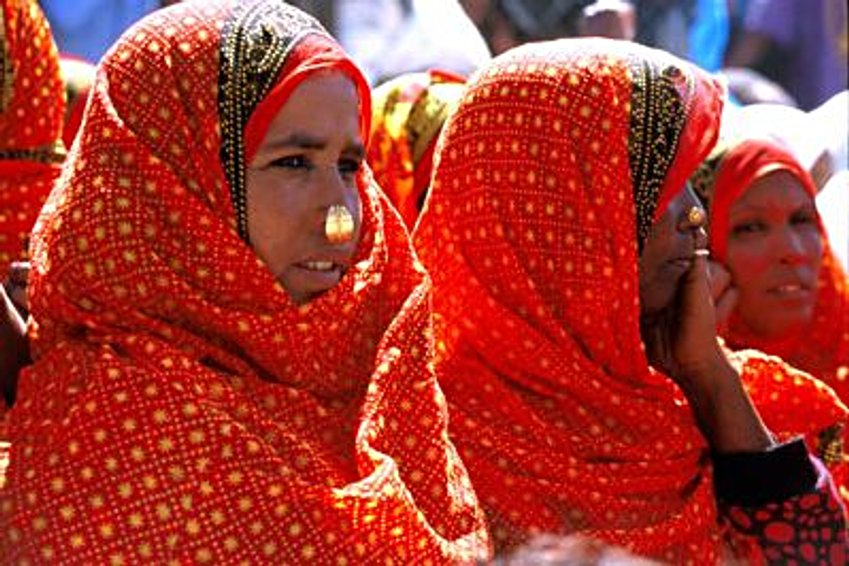
Phụ nữ người Tigre

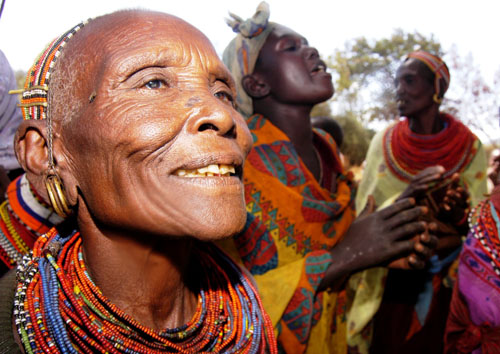
Phụ nữ Borana

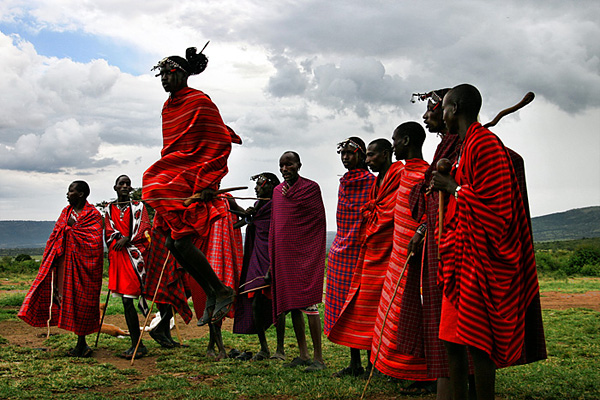
Một điệu nhảy truyền thống Maasai.

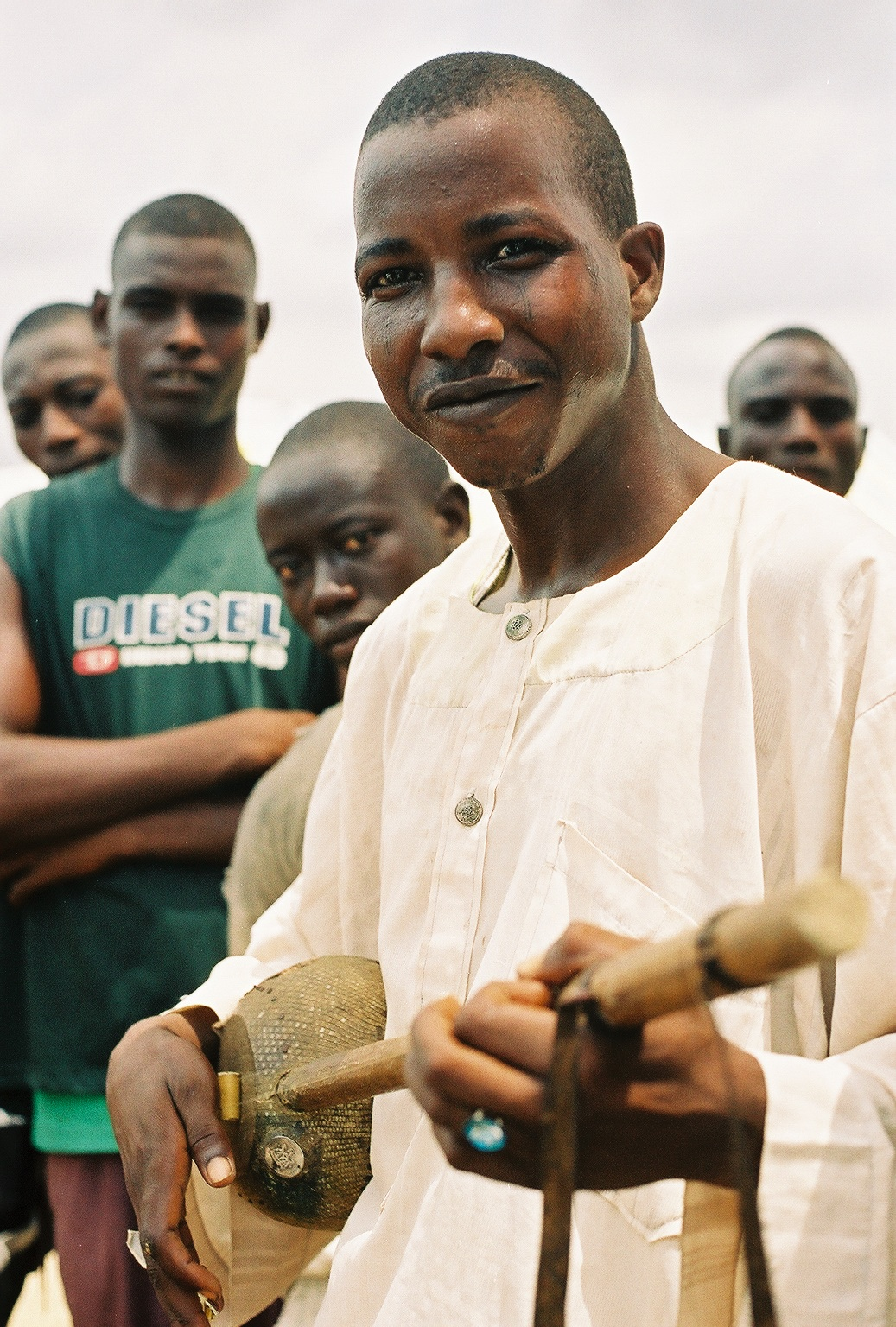
Một nghệ sĩ đàn hạc người Hausa

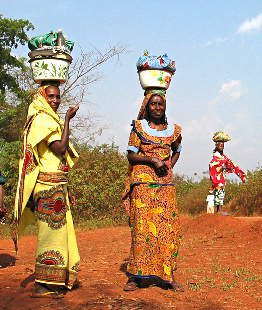
Phụ nữ Fulani ở Tỉnh Đông Cameroon

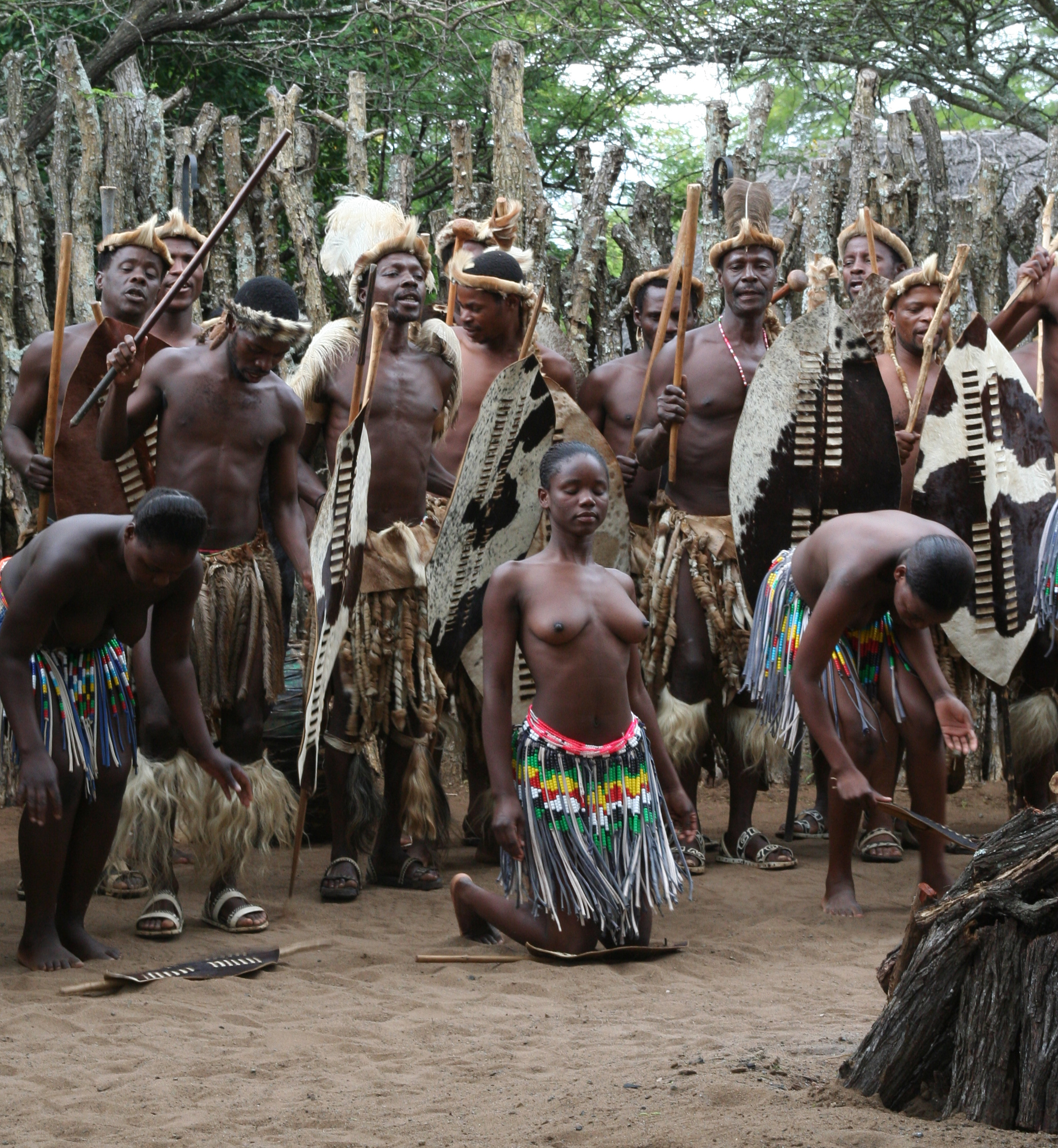
Người Zulu trong trang phục truyền thống.

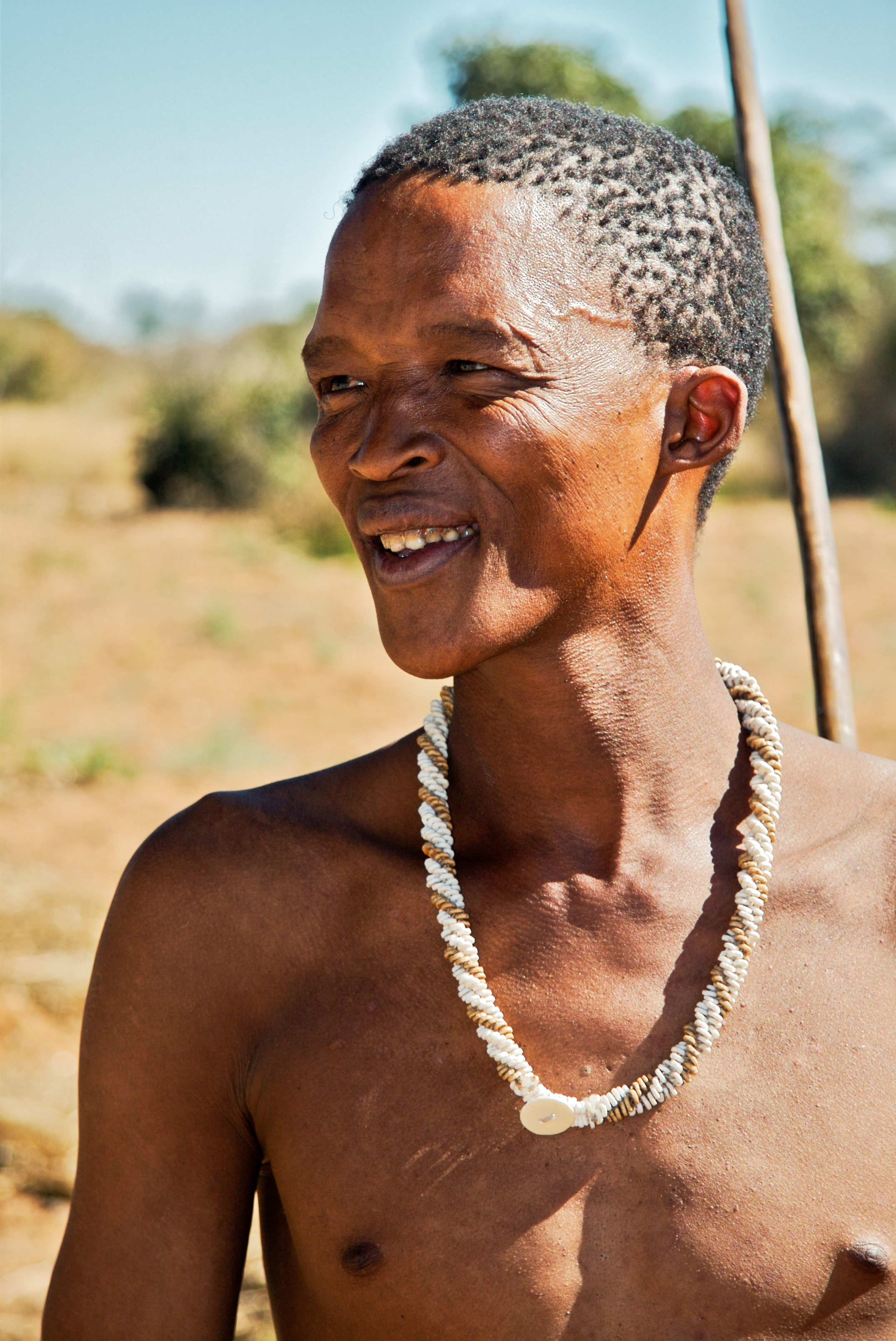
Một người bộ lạc San.

Đông Phi
- Afro-Asiatic
  - Amharic: 35-42
  - Somali: 15
  - Tigrinya: 7
  - Oromo: 30-35
- Niger-Congo, Narrow Bantu:
  - Swahili: 5-10
  - Chichewa: 9
  - Gikuyu (Kenya): 5
  - Luhya: 4

Tây Phi
- Niger-Congo
  - Volta-Congo
    - Benue-Congo
      - Yoruba: 25
      - Ibibio (Nigeria): 8-12
      - Igbo (Nigeria): 10-16

    - Akan (Ghana): 9
    - More: 5

  - Fula-Wolof
    - Fula (Tây Phi): 10-16
    - Wolof: 3
- Afro-Asiatic
  - Hausa: 24
- Nilo-Sahara
  - Kanuri: 4

Miền Nam châu Phi
- Niger-Congo, Narrow Bantu
  - Zulu: 10
  - Xhosa: 8
  - Shona: 7
  - Sotho: 5
  - Tswana: 4
  - Umbundu (Angola): 4
  - Bắc Sotho: 4
- Afrikaans: 6-7

Trung Phi
- Niger-Congo, Narrow Bantu
  - Kinyarwanda (Rwanda) 7
  - Kongo: 7
  - Tshiluba: 6
  - Kirundi: 5

### Tôn giáo

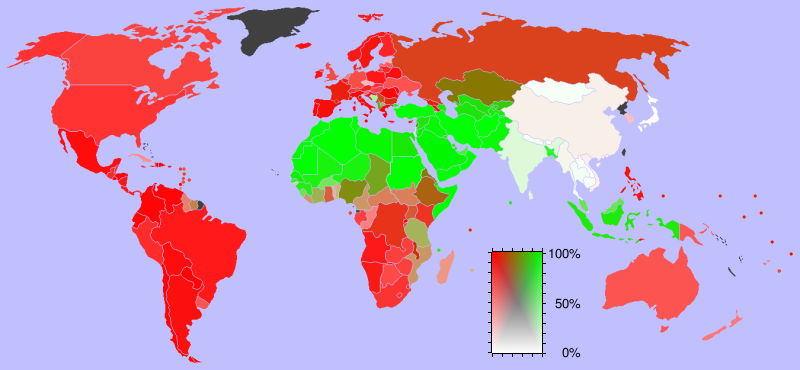
Về tôn giáo, Bắc Phi là nơi có ảnh hưởng của Hồi giáo (thể hiện bởi màu xanh), trong khi châu Phi Hạ Sahara, trừ vùng Sừng châu Phi, chủ yếu theo Thiên chúa giáo (thể hiện bởi màu đỏ; bên cạnh đó là các tôn giáo truyền thống hay bộ tộc)

Bắc Phi chủ yếu thuộc ảnh hưởng của Hồi giáo, trong khi châu Phi Hạ Sahara, ngoại trừ vùng Sừng châu Phi, chủ yếu theo Thiên chúa giáo. Các tôn giáo lớn hoà trộn với các tôn giáo hay thần thoại truyền thống hay bộ tộc.
Tây Phi
- Thần thoại Akan
- Thần thoại Ashanti (Ghana)
- Thần thoại Dahomey (Fon)
- Thần thoại Efik (Nigeria, Cameroon)
- Thần thoại Igbo (Nigeria, Cameroon)
- Thần thoại Isoko (Nigeria)
- Thần thoại Yoruba (Nigeria, Benin)

Trung Phi
- Thần thoại Bushongo (Congo)
- Thần thoại Bambuti (Pygmy) (Congo)
- Thần thoại Lugbara (Congo)

Đông Phi
- Thần thoại Akamba (Đông Kenya)
- Thần thoại Dinka (Sudan)
- Thần thoại Lotuko (Sudan)
- Thần thoại Masai (Kenya, Tanzania)

Miền Nam châu Phi
- Thần thoại Khoikhoi
- Thần thoại Lozi (Zambia)
- Thần thoại Tumbuka (Malawi)
- Thần thoại Zulu (Nam Phi)

## Danh sách quốc gia
Chỉ sáu nước châu Phi về địa lý không phải là một phần của châu Phi Hạ Sahara: Algérie, Ai Cập, Libya, Maroc, Tunisia, Tây Sahara (Morocco tuyên bố chủ quyền). Cùng với Sudan, chúng hình thành nên Cận vùng Liên hiệp quốc của Bắc Phi. Mauritanie và Niger chỉ gồm một dải Sahel dọch theo biên giới phía nam của họ. Tất cả các quốc gia châu Phi khác ít nhất có một phần lãnh thổ quan trọng bên trong châu Phi Hạ Sahara.

### Trung Phi
ECCAS (Cộng đồng Kinh tế các Quốc gia Trung Phi)
- Angola (cũng trong SADC)
- Cộng hoà Dân chủ Congo (cũng trong SADC)
- Rwanda (cũng trong EAC)
- Burundi (cũng trong EAC)
- São Tomé và Príncipe

CEMAC (Cộng đồng Kinh tế và Tiền tệ Trung Phi)
- Cộng hoà Congo
- Cộng hoà Trung Phi
- Cameroon
- Tchad
- Guinea xích đạo
- Gabon

### Sudan
- Miền Nam Sudan (vùng tự trị của Sudan với cuộc trưng cầu dân ý về độc lập năm 2011)

### Đông Phi

#### Cộng đồng Đông Phi
- Kenya
- Tanzania (cũng trong SADC)
- Uganda
- Rwanda (cũng trong ECCAS)
- Burundi (cũng trong ECCAS)

#### Sừng châu Phi
- Ethiopia
- Eritrea
- Djibouti
- Somalia

### Miền Nam châu Phi/SADC
- Angola (cũng trong ECCAS)
- Botswana
- Comoros
- Eswatini
- Lesotho

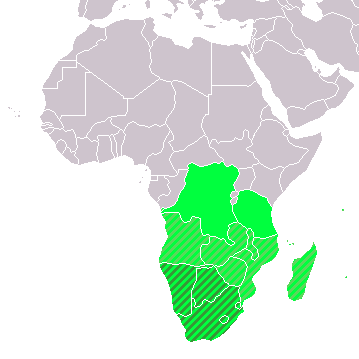
Southern Africa (UN subregion)
geographic, including above
Southern African Development Community (SADC)

- Madagascar (thỉnh thoảng được gồm vào, không phải một phần của lục địa châu Phi)
- Malawi
- Mozambique
- Mauritius
- Namibia
- Seychelles
- Nam Phi
- Zambia
- Zimbabwe

### Tây Phi
- Mauritanie

ECOWAS (Cộng đồng Kinh tế các Quốc gia Tây Phi)
- Gambia
- Ghana
- Guinea
- Liberia
- Nigeria
- Sierra Leone

UEMOA (Liên minh Kinh tế và Tiền tệ Tây Phi)
- Bénin
- Burkina Faso
- Côte d'Ivoire
- Guinea-Bissau
- Mali
- Niger
- Senegal
- Togo